# Capoocan
Capoocan is een gemeente in de Filipijnse provincie Leyte op het eiland Leyte. Bij de laatste census in 2007 had de gemeente ruim 28 duizend inwoners.

## Geografie

### Bestuurlijke indeling
Capoocan is onderverdeeld in de volgende 21 barangays:
| - Balucanad - Balud - Balugo - Cabul-an - Culasian - Gayad - Guinadiongan - Lemon - Libertad - Manloy - Nauguisan | - Pinamopoan - Poblacion Zone I - Poblacion Zone II - Potot - San Joaquin - Santo Niño - Talairan - Talisay - Tolibao - Visares |

## Demografie
Capoocan had bij de census van 2007 een inwoneraantal van 28.388 mensen. Dit zijn 795 mensen (2,9%) meer dan bij de vorige census van 2000. De gemiddelde jaarlijkse groei komt daarmee uit op 0,39%, hetgeen lager is dan het landelijk jaarlijks gemiddelde over deze periode (2,04%). Vergeleken met de census van 1995 is het aantal mensen met 2.004 (7,6%) toegenomen.

De bevolkingsdichtheid van Capoocan was ten tijde van de laatste census, met 28.388 inwoners op 185,4 km², 153,1 mensen per km².